# Wereldkampioenschappen synchroonzwemmen 2025 – Duet vrije routine
De vrije routine voor duetten tijdens de wereldkampioenschappen synchroonzwemmen 2025 vond plaats op 23 en 24 juli 2025 in de World Aquatics Championships Arena in Singapore.

## Uitslag
De eerste twaalf duetten, hier aangegeven met groen, gingen door naar de finale.
| Rang   | Namen                                             | Land                | Voorronde | Voorronde | Finale        | Finale        |
| Rang   | Namen                                             | Land                | Punten    | Rang      | Punten        | Rang          |
| ------ | ------------------------------------------------- | ------------------- | --------- | --------- | ------------- | ------------- |
| Goud   | Lilou Lluís Iris Tió                              | Spanje              | 273,8950  | 1         | 282,6087      | 1             |
| Zilver | Enrica Piccoli Lucrezia Ruggiero                  | Italië              | 266,9571  | 3         | 278,7137      | 2             |
| Brons  | Mayya Doroshko Tatiana Gayday                     | Neutrale vlag       | 269,4688  | 2         | 277,1117      | 3             |
| 4      | Lin Yanhan Lin Yanjun                             | China               | 251,8706  | 6         | 274,3090      | 4             |
| 5      | Laëlys Alavez Romane Lunel                        | Frankrijk           | 252,6575  | 5         | 257,9033      | 5             |
| 6      | Sofia Malkogeorgou Vasiliki Thanou                | Griekenland         | 240,2455  | 10        | 257,2792      | 6             |
| 7      | Uta Kobayashi Tomoka Sato                         | Japan               | 255,9020  | 4         | 254,9917      | 7             |
| 8      | Klara Bleyer Amélie Blumenthal Haz                | Duitsland           | 242,4307  | 9         | 245,1512      | 8             |
| 9      | Audrey Lamothe Ximena Ortiz                       | Canada              | 233,0079  | 11        | 238,0437      | 9             |
| 10     | Daria Moshynska Anastasiia Shmonina               | Oekraïne            | 251,0959  | 7         | 231,2713      | 10            |
| 11     | Marla Arellano Itzamary González                  | Mexico              | 246,7462  | 8         | 228,6608      | 11            |
| 12     | Robyn Swatman Eve Young                           | Verenigd Koninkrijk | 230,3952  | 12        | 210,9404      | 12            |
| 13     | Dayana Jamanchalova Yasmin Tuyakova               | Kazachstan          | 228,2541  | 13        | Uitgeschakeld | Uitgeschakeld |
| 14     | Yvette Chong Debbie Soh                           | Singapore           | 222,6152  | 14        | Uitgeschakeld | Uitgeschakeld |
| 15     | Selin Hürmeriç Ece Üngör                          | Turkije             | 220,5633  | 15        | Uitgeschakeld | Uitgeschakeld |
| 16     | Maria Alavidze Nita Natobadze                     | Georgië             | 218,3351  | 16        | Uitgeschakeld | Uitgeschakeld |
| 17     | Sara Castañeda Melisa Ceballos                    | Colombia            | 214,9316  | 17        | Uitgeschakeld | Uitgeschakeld |
| 18     | Blanka Barbócz Blanka Taksonyi                    | Hongarije           | 214,8972  | 18        | Uitgeschakeld | Uitgeschakeld |
| 19     | Lea Krajčovičová Žofia Strapeková                 | Slowakije           | 209,5096  | 19        | Uitgeschakeld | Uitgeschakeld |
| 20     | Daria Fedaruk Vasilina Khandoshka                 | Neutrale vlag       | 203,2920  | 20        | Uitgeschakeld | Uitgeschakeld |
| 21     | Gabriela Regly Anna Giulia Veloso                 | Brazilië            | 201,1367  | 21        | Uitgeschakeld | Uitgeschakeld |
| 22     | Korina Maretić Mia Piri                           | Kroatië             | 200,3586  | 22        | Uitgeschakeld | Uitgeschakeld |
| 23     | Agustina Medina Lucía Ververis                    | Uruguay             | 197,2808  | 23        | Uitgeschakeld | Uitgeschakeld |
| 24     | Sabina Makhmudova Ziyodakhon Toshkhujaeva         | Oezbekistan         | 197,0643  | 24        | Uitgeschakeld | Uitgeschakeld |
| 25     | Julie Lewczyszynová Sofie Schindlerová            | Tsjechië            | 192,4092  | 25        | Uitgeschakeld | Uitgeschakeld |
| 26     | María Ccoyllo Lía Luna                            | Peru                | 187,5567  | 26        | Uitgeschakeld | Uitgeschakeld |
| 27     | Zeina Amr Maryam Samer                            | Egypte              | 185,3659  | 27        | Uitgeschakeld | Uitgeschakeld |
| 28     | Bárbara Coppelli Macarena Vial                    | Chili               | 182,7804  | 28        | Uitgeschakeld | Uitgeschakeld |
| 29     | Ana Culic Thea Grima Buttigieg                    | Malta               | 173,0667  | 29        | Uitgeschakeld | Uitgeschakeld |
| 30     | Tiziana Bonucci María Carasatorre                 | Argentinië          | 168,5584  | 30        | Uitgeschakeld | Uitgeschakeld |
| 31     | Katherine Chu Hung Sze Ching                      | Hongkong            | 164,2558  | 31        | Uitgeschakeld | Uitgeschakeld |
| 32     | Leong Hoi Cheng Shao Anlan                        | Macau               | 155,2513  | 32        | Uitgeschakeld | Uitgeschakeld |
| 33     | Cesia Castaneda Grecia Mendoza                    | El Salvador         | 139,7125  | 33        | Uitgeschakeld | Uitgeschakeld |
| 34     | María Alfaro Anna Mitinian                        | Costa Rica          | 135,2216  | 34        | Uitgeschakeld | Uitgeschakeld |
| 35     | Hilda Tri Julyandra Talitha Amabelle Putri Subeni | Indonesië           | 128,2740  | 35        | Uitgeschakeld | Uitgeschakeld |
| 36     | Gabriela Batista Alejandra Molina                 | Cuba                | 112,7179  | 36        | Uitgeschakeld | Uitgeschakeld |